# Фролова, Анастасия Матвеевна
Анастасия Матвеевна Фролова — советский хозяйственный деятель, Герой Социалистического Труда.

## Биография
Родилась в 1911 году на территории современной Тамбовской области. Член КПСС с 1943 года.
В 1931—1968 годах — резчица кожи в подготовительном цехе, вальцовщик кожи, бригадир вальцовщиков кожи цеха вальцовки, мастер, начальник смены, уполномоченный по заготовке хлеба, бригадир вальцовщиков кожи Кировского комбината искусственной кожи «Искож» Министерства легкой промышленности РСФСР.
Указом Президиума Верховного Совета СССР от 7 марта 1960 года присвоено звание Героя Социалистического Труда с вручением ордена Ленина и золотой медали «Серп и Молот».
Делегат XXII съезда КПСС.
Умерла в 1986 году в Кирове.

## Награды и звания
- Герой Социалистического Труда (07.03.1960)
- Орден Ленина (07.03.1960)